# Ну, погоди! (выпуск 11)
Ну, погоди! (выпуск 11) — одиннадцатый мультипликационный фильм из серии «Ну, погоди!».

## Сюжет
В цирке Волк-зритель пугается «увеличенного» Зайца-зрителя, увиденного в бинокль.
На арене Волк и Заяц ходят по канату; прыгают на качелях.
За кулисами Волк играет на дудке для змеи Кота-факира; попадает в клетку со львом.
На арене выступает Заяц-дрессировщик. Волк скачет на коне, а затем — убегает от него.

## Создатели
| Авторы сценария            | Александр Курляндский, Аркадий Хайт                             |
| Режиссёр                   | Вячеслав Котёночкин                                             |
| Художник-постановщик       | Светозар Русаков                                                |
| Оператор                   | Светлана Кощеева (в титрах — С. Кащеева)                        |
| Звукооператор              | Владимир Кутузов                                                |
| Музыкальное оформление     | Александр Гольдштейн                                            |
| Ассистенты:                | Галина Андреева, Нина Николаева, Елена Гололобова               |
| Монтажёр                   | Маргарита Михеева                                               |
| Художники-мультипликаторы: | Олег Комаров, Виктор Арсентьев, Владимир Крумин, Виктор Лихачёв |
| Художники:                 | Сергей Маракасов, Ирина Троянова, Дмитрий Анпилов               |
| Роли озвучивали:           | Анатолий Папанов — Волк, Клара Румянова — Заяц                  |
| Редактор                   | Аркадий Снесарев                                                |
| Директор картины           | Фёдор Иванов                                                    |

## Музыка
- Эстрадный оркестр Всесоюзного радио п/у В. Кнушевицкого — «Выходной марш» (из к/ф «Цирк»);
- Louis Bellson & His Band — «The Diplomat Speaks» (Louis Bellson);
- Les Reed and his Orchestra with the Eddie Lester Singers — «Spinning Wheel» (Thomas);
- «Выход гладиаторов» («Einzug der Gladiatoren») (Юлиус Фучик);
- Eric Rogers and his Orchestra — «Tiger Rag» (The Original Dixieland Jazz Band);
- James Last — «Trompeten Muckel» (Arr. J. Last);
- James Last — «Easy Livin’ - Coming Closer - Popcorn» (Hensley - Last / Lancaster / Barrows - Kingsley).

Мелодию, исполняемую Котом-факиром на дудке, специально для мультфильма сочинил Александр Гольдштейн. Волк исполняет на дудке колыбельную «Спи, моя радость, усни». Обе мелодии были сыграны солистом оркестра Гостелерадио на гобое.
В эпизоде с титрами звучит неизменная музыкальная композиция «Водные лыжи» Тамаша Деака в исполнении вокального ансамбля «Гармония» и инструментального ансамбля «Деак».

## Производство
- Данный выпуск Вячеслав Котёночкин снял после разговора с актёром Юрием Никулиным насчёт будущего «циркового» фильма, который режиссёр мечтал создать.

С Никулиным мы познакомились в Кишинёве, когда приехали туда с Уфимцевым (режиссёр, который сделал „38 попугаев“ и др.) на какой-то фестиваль. Стоим около гостиницы, ждём такси. Вдруг рядом тормозит жёлтая „Волга“, вылезает водитель в кепке-восьмиуголке. Мы направились к машине, думая, что приехали за нами. Пригляделись — ба! Это же Никулин! Вечером, сидя у него в гостях, я сказал, что мечтаю сделать какой-нибудь цирковой фильм, и предложил ему стать сценаристом. Он ответил: „Нет, я не умею писать. Если хочешь, я буду рассказывать байки о цирке, а ты выбирай и сочиняй что хочешь…“ Мы так и не собрались, но после этого разговора я сделал 11-ю серию, где наши персонажи оказались в цирке.— Вячеслав Котёночкин. «Кто сказал „Ну, погоди!“?»